# 社会的性格
社会的性格（しゃかいてきせいかく）とはドイツのエーリヒ・フロムにより提示された概念で、「個人のもっている特性のうちから、あるものを抜き出したもので、一つの集団の大部分の成員がもっている性格構造の本質的な中核であり、その集団に共同の基本的経験と生活様式の結果としたもの」と定義される。
資本主義が高度に発達した市民社会では、身分や階級といった伝統的な中間集団が弱体化し、流動的で思考や行動様式が画一的な大衆が増大する。民主主義社会では大衆が持つ無意識の心理傾向から、時には非合理的な意思決定を行い、抑圧的な権威に対して自発的な服従願望を持つ場合もある。フロムは『自由からの逃走』で、ナチズムが台頭した当時のドイツの社会心理をマゾヒズム・サディズム的傾向として分析した。このように、人々が持つ社会的性格が社会構造の変化にいかなる影響を与えるか、そのメカニズムを明らかにする理論を社会的性格論という。
ある特定の社会において、人々が共通に持っている性格にまつわる特徴や特性は、その社会を構成する人々が持つ共通の経験や欲求、及び共通の概念を受け入れるということから構成されていく。
社会的性格は、まず家庭内部の社会化過程でその社会制度に適合したパーソナリティ構造として形成され、そういった人々が社会の内部で行為する事によって、社会は安定的に維持され、家庭に循環し再生産される。フロムの例で言えば、権威主義的な社会で成長した個人は、権威に対して従順な権威主義的パーソナリティを持ちやすく、権力の唱える排外的な政治理念をイデオロギーとして再生産し社会を維持しようとする。
デイヴィッド・リースマンは、社会を維持するためには人々が同調性を保持する必要があるとし、社会的性格を「同調性の様式」(mode of conformity)と定義した。リースマンは、西欧の近代化の過程における人々行動指針が、人口成長と社会構造の変化に対応して伝統指向型から内部指向型、他者指向型へと変化していったと分析した。